# Benfica (Lisbonne)
Pour les articles homonymes, voir Benfica (homonymie).

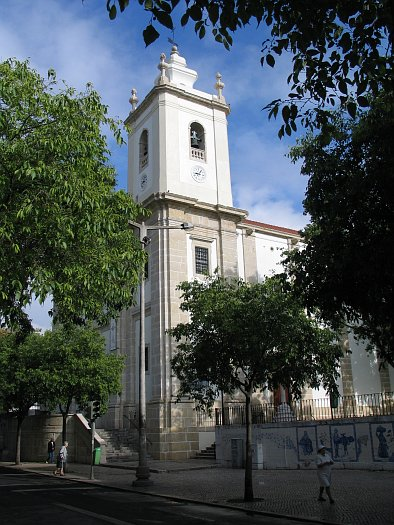
Église Notre Dame de Amparo à Benfica.

Benfica est un quartier de la ville de Lisbonne. 38 523 habitants (en 2005) y résident sur une surface de 7,94 km². Benfica englobe près des deux tiers du grand parc vert de la capitale portugaise le Parc Forestier de Monsanto.

## Vestiges archéologiques
L'environnement naturel de l'emplacement de Benfica, autrefois une vallée fertile avec un cours d'eau, explique l'occupation humaine du territoire depuis la préhistoire. Des vestiges archéologiques du Paléolithique, du Néolithique et du Chalcolithique sont répartis dans différents musées de Lisbonne.